# Вибухова технологія
Вибухова технологія (рос. взрывная технология, англ. blasting technology; нім. Schießtechnologie) — цілеспрямоване руйнування, переміщення, зміна структури і форми природних та штучних матеріалів, яка здійснюється за рахунок енергії вибуху. Як енергоносії використовуються в основному хімічні вибухові речовини, іноді — стиснене повітря, електричний розряд та ін.
Управління процесом при вибуховій технології здійснюється: дозуванням енергії в заряді ВР, регулюванням амплітуди і тривалості імпульсу вибуху за рахунок зміни агрегатного стану ВР або використання зарядів з демпфуючим повітряним проміжком; геометрією розміщення системи зарядів в просторі; застосуванням різних способів і послідовності ініціювання окремих зарядів з метою їх раціональної взаємодії. Основна особливість вибухової технології — поєднання в заряді ВР функцій енергоносія та робочого органу. Вибухова технологія характеризується підвищеною небезпекою, що потребує дотримання спеціальних правил безпеки. Основні галузі застосування вибухової технології — гірнича справа та будівництво. За допомогою вибуху здійснюється дроблення матеріалів, їх ущільнення, направлене переміщення, вивчення будови земної кори, гірничорозвідувальні роботи на родовищах корисних копалин, а також проходка канав, шурфів, штолень, стовбурів тощо.